# منطقة كوتور الطبيعية والثقافية والتاريخية
تُعد منطقة كوتور الطبيعية والثقافية والتاريخية واحدة من مواقع التراث العالمي الأربعة في الجبل الأسود، وقد أُدرجت ضمن قائمة مواقع التراث العالمي في الجبل الأسود سنة 1979. تشمل المنطقة كُلا من بلدة كوتور القديمة والحُصون المُحيطة بها، هذا بالإضافة إلى المنطقة المُحيطة بخليج كوتور.

## معرض صور

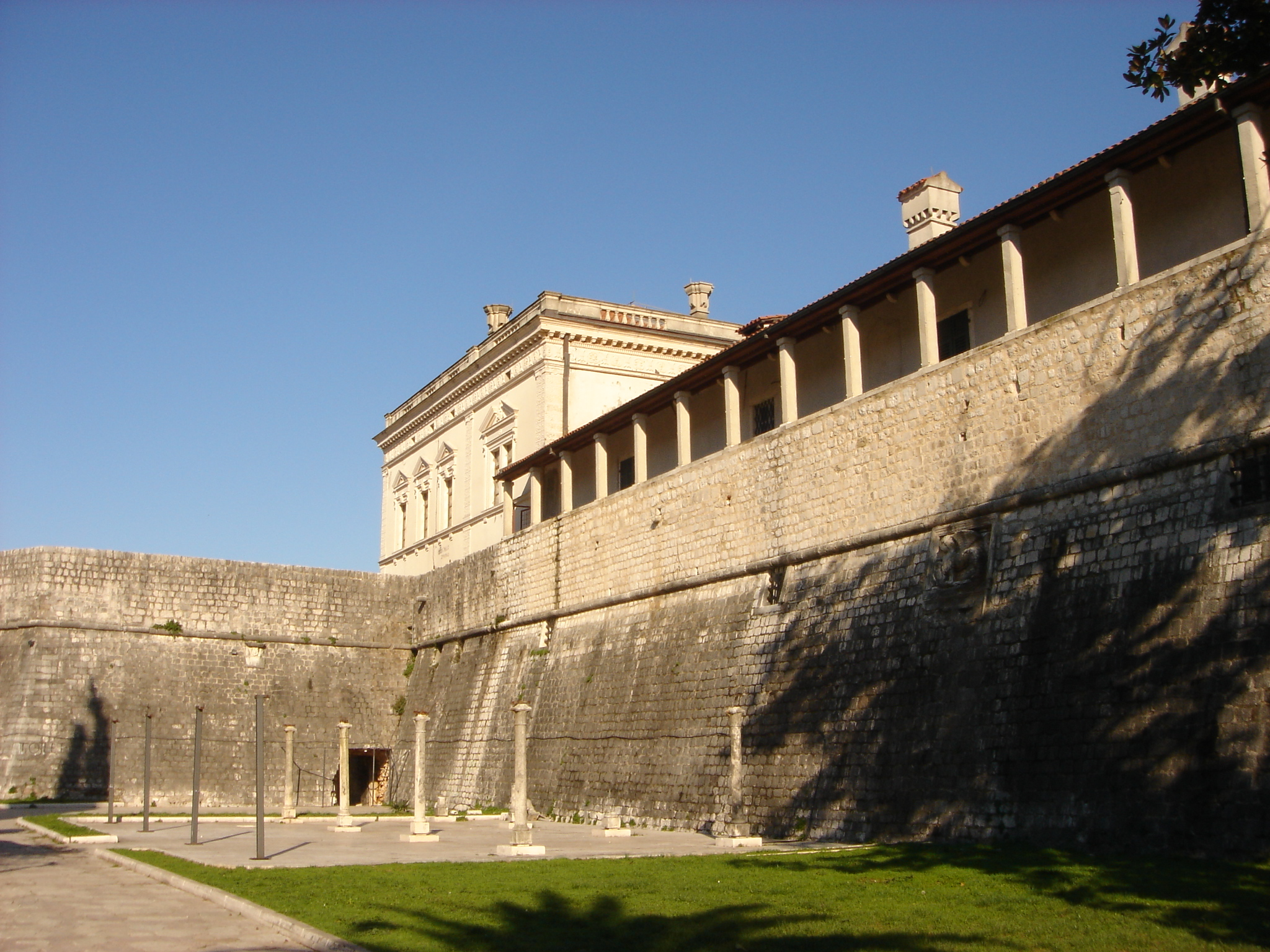
منظر لأحد الحصون
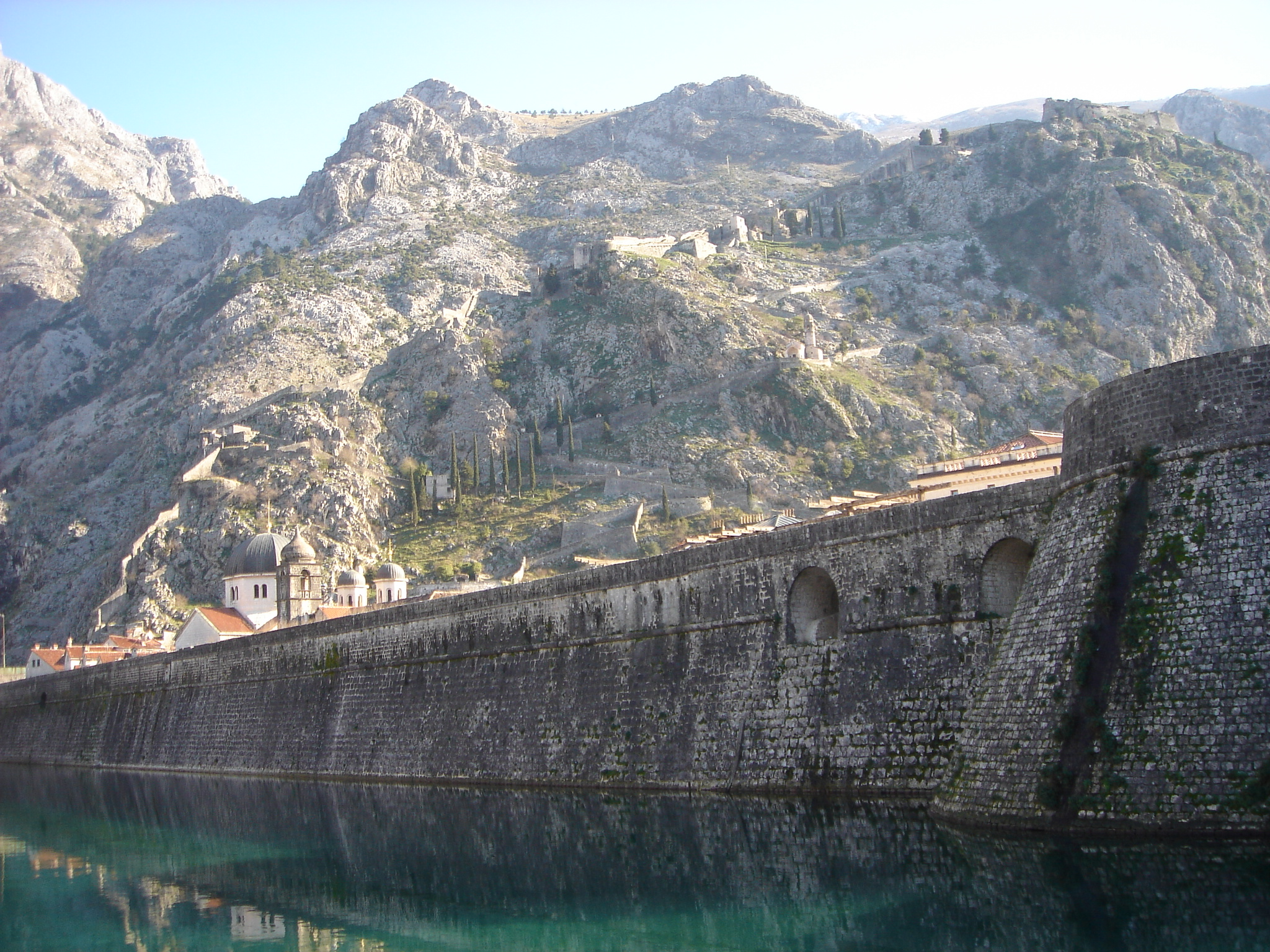
أسوار المدينة
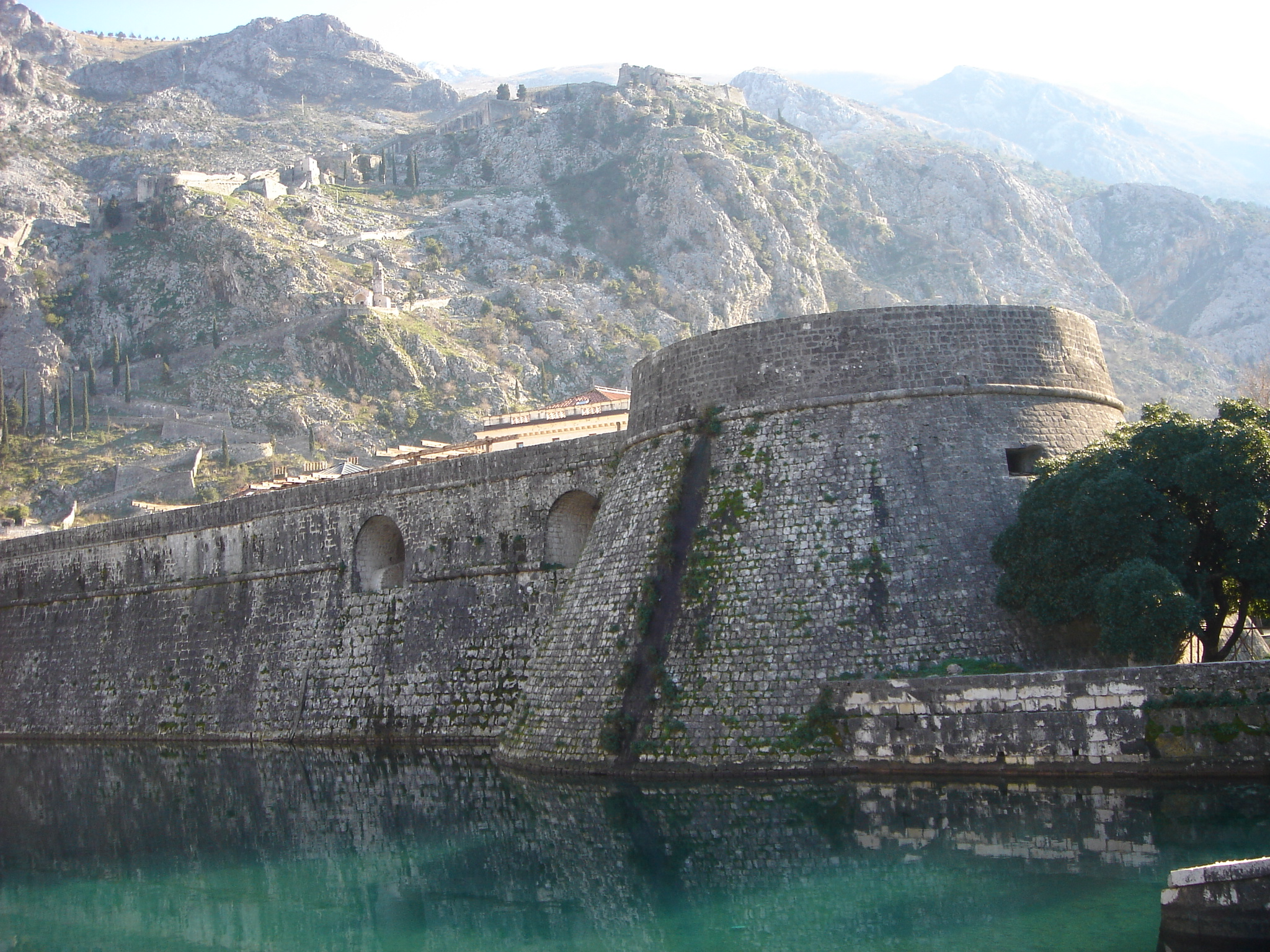
منظر لأحد الحصون
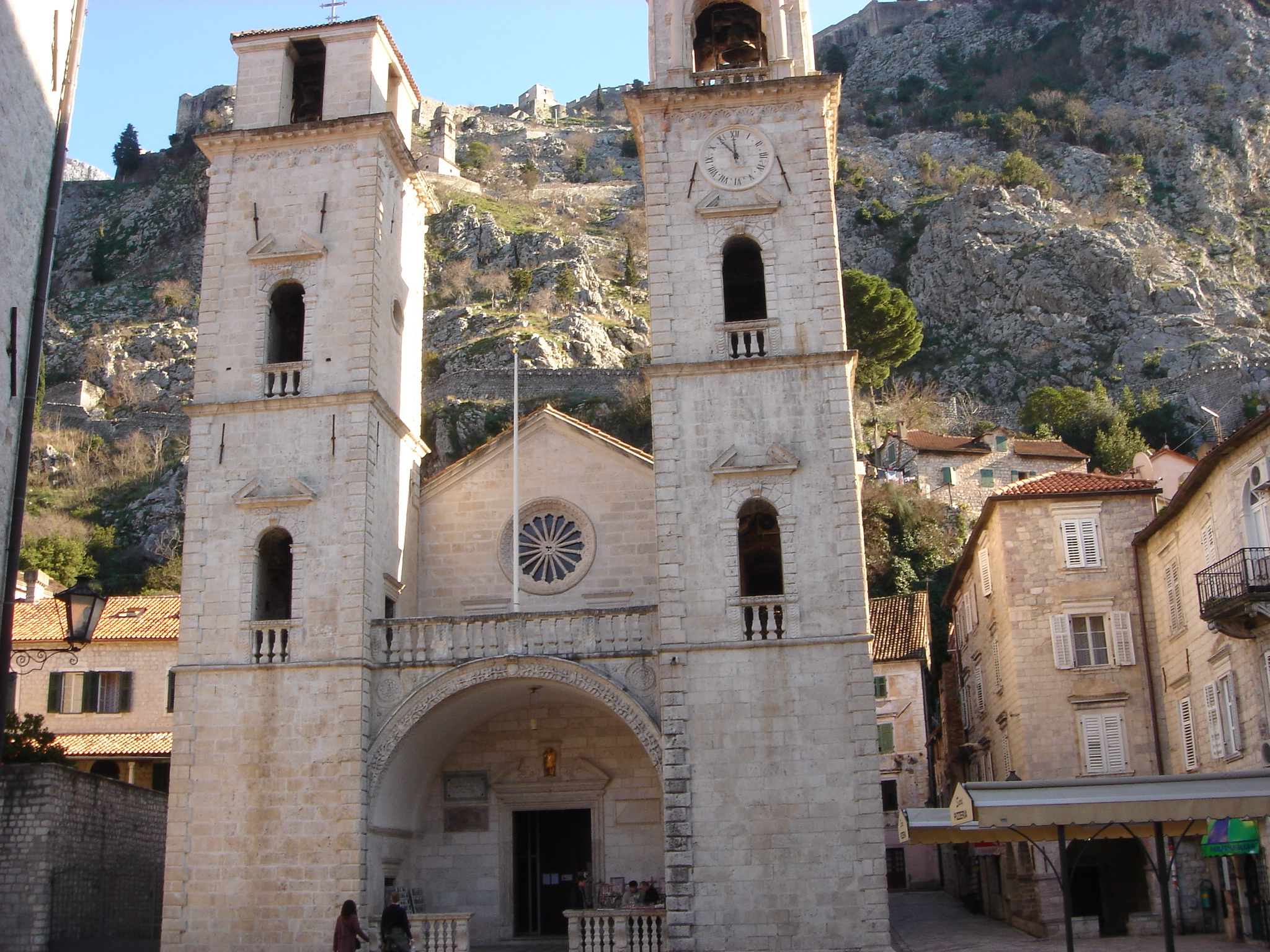
منطقة كوتور الطبيعية والثقافية والتاريخية
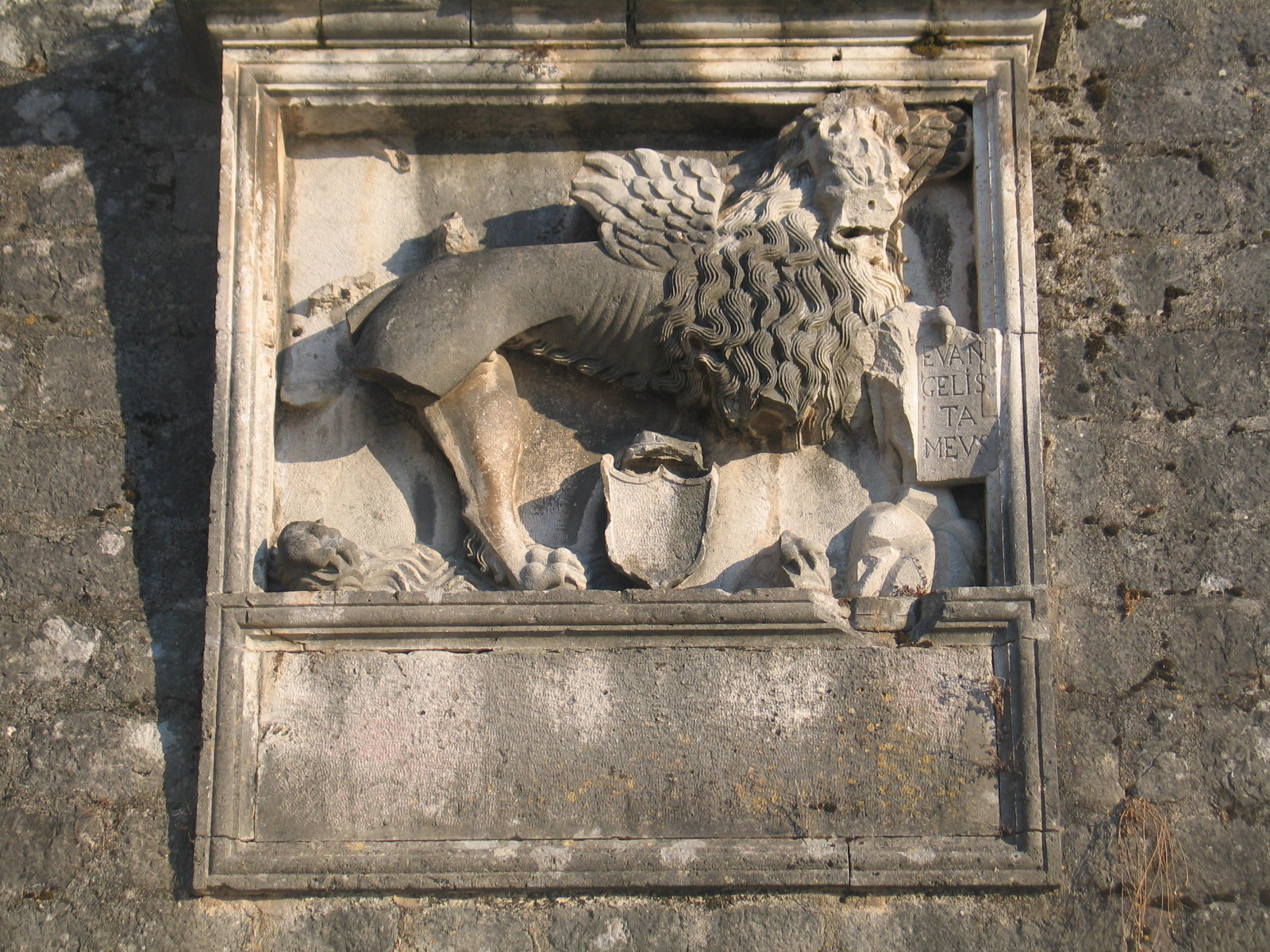
منطقة كوتور الطبيعية والثقافية والتاريخية